# Легран, Клод
Клод Легран (фр. Claude Legrand; 16 августа 1941 года, Ламура) — французский лыжник, участник зимних Олимпийских игр 1964 и 1968 годов.

## Карьера
Принял участие в зимних Олимпийских играх 1964 года в Иннсбруке. В гонке на 15 км занял 37-е место, а в гонке на 30 км — 25-е. В обеих гонках стал худшим из французов. На Олимпийских играх 1968 года, проводившихся в Гренобле, выступил только в одной гонке — лыжном марафоне на 50 км, в котором финишировал 41-м.
Клод — младший брат биатлониста Сержа Леграна, представлявшего Францию на зимних Олимпийских играх 1968 года.

### Участие в Олимпийских играх
| Год  | Место проведения | 15 км | 30 км | 50 км | Эст 4х10 км |
| 1964 | Иннсбрук         | 37    | 25    | —     | —           |
| 1968 | Гренобль         | —     | —     | 41    | —           |